# Саксагань
Саксагань (укр. Саксагань; устар. Саксаган) — река в юго-восточной части Приднепровской возвышенности, левый приток Ингульца, относится к категории малых рек, является притоком Днепра II-го порядка.
Название тюркского происхождения, от чагат. saksaɣan‎ «сорока».

## Характеристика
Исток реки, по современному территориальному делению, находится у села Малоалександровка, Верхнеднепровского района, Днепропетровской области и расположен на высоте 140 метров над уровнем моря.
Длина реки (бассейна реки) 144 километра (по другим данным имеет общее протяжение 130 километров), ширина русла реки в среднем 5—15 метров, на плёсах местами расширяется до 20—40 (от 29 до 40) метров (водораздельной линии — 250 километров).
Саксагань имеет 28 притоков общей длиной 88 километров. Река используется в народном хозяйстве, для промышленного водоснабжения, а ранее в СССР и для орошения и рыбоводства.
На реке находится построенный каскад Саксаганских водохранилищ (Макортовское, Крэсовское, Саксаганское).
Нижняя часть Саксагани проходит через Криворожский железорудный бассейн, в котором местами обнаружены выходы гранитных обнажений и красного железняка. Также есть песчаные карьеры.
Саксагань впадает в реку Ингулец в Центрально-Городском районе Кривого Рога. Устье расположено на высоте 30,1 метра над уровнем моря.
Долина Саксагани в границах Кривого Рога преимущественно трапециевидная, пойма открытая, луговая, сухая. Ширина поймы 100—200 метров.
Русло реки не разветвлённое, преимущественная ширина его (за исключением участков Макортовского, Крэсовского и Саксаганского водохранилищ) 20—40 метров. Скорость течения незначительная. Естественный режим реки сильно изменён регулирующим влиянием плотин, сбросом шахтных и промышленных вод, а также забором воды на технические нужды.
Наибольший расходы воды Саксагани достигает 240 м³/с.
В советский период сток реки зарегулирован в пределах Кривого Рога для:
- защиты от вод реки железнорудного целика, расположенного под долиной этой реки, вблизи впадения реки Саксагани в реку Ингулец;
- орошения и промышленного водоснабжения;
- санитарного (противомалярийного) оздоровлению смежного с рекой района города;
- рыбохозяйственное использования;
- упорядочение речного русла.

На участке от Саксаганского водохранилища (шахта «Саксагань») до Черногорки река переведена в Саксаганский деривационный тоннель, образующий новое устье на 1,5 км ниже по течению реки Ингулец от исторического устья. Участок в 5,7 км от карьеров до старого устья превратился в староречье и называется Старая Саксагань.
Соединена каналом Днепр — Кривой Рог с рекой Днепр.

## Флора
По обоим берегам Саксагани произрастала следующая основная наземная растительность: дурнишник, гречиха, подорожник, герань, череда, полевица белая, щавель, пырей, мята, солянка и многие другие виды растений, а также древесные формы: верба, тёрн, тополь, ясень и др.

## Фауна
В составе животного населения входят ондатры, утки, чайки и так далее.

## Галерея

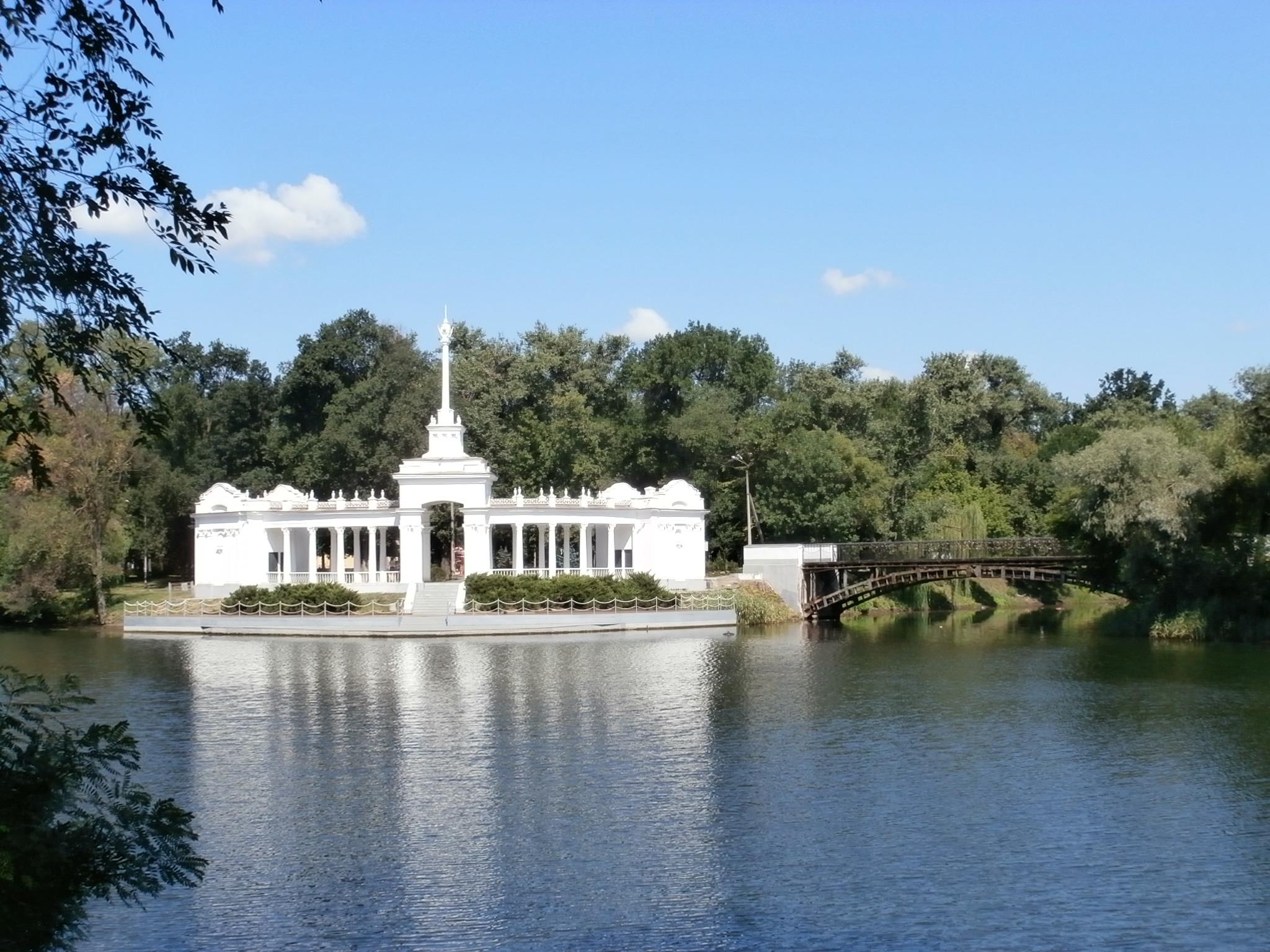
Лодочная станция в парке имени Фёдора Мершавцева, Кривой Рог. 2013.
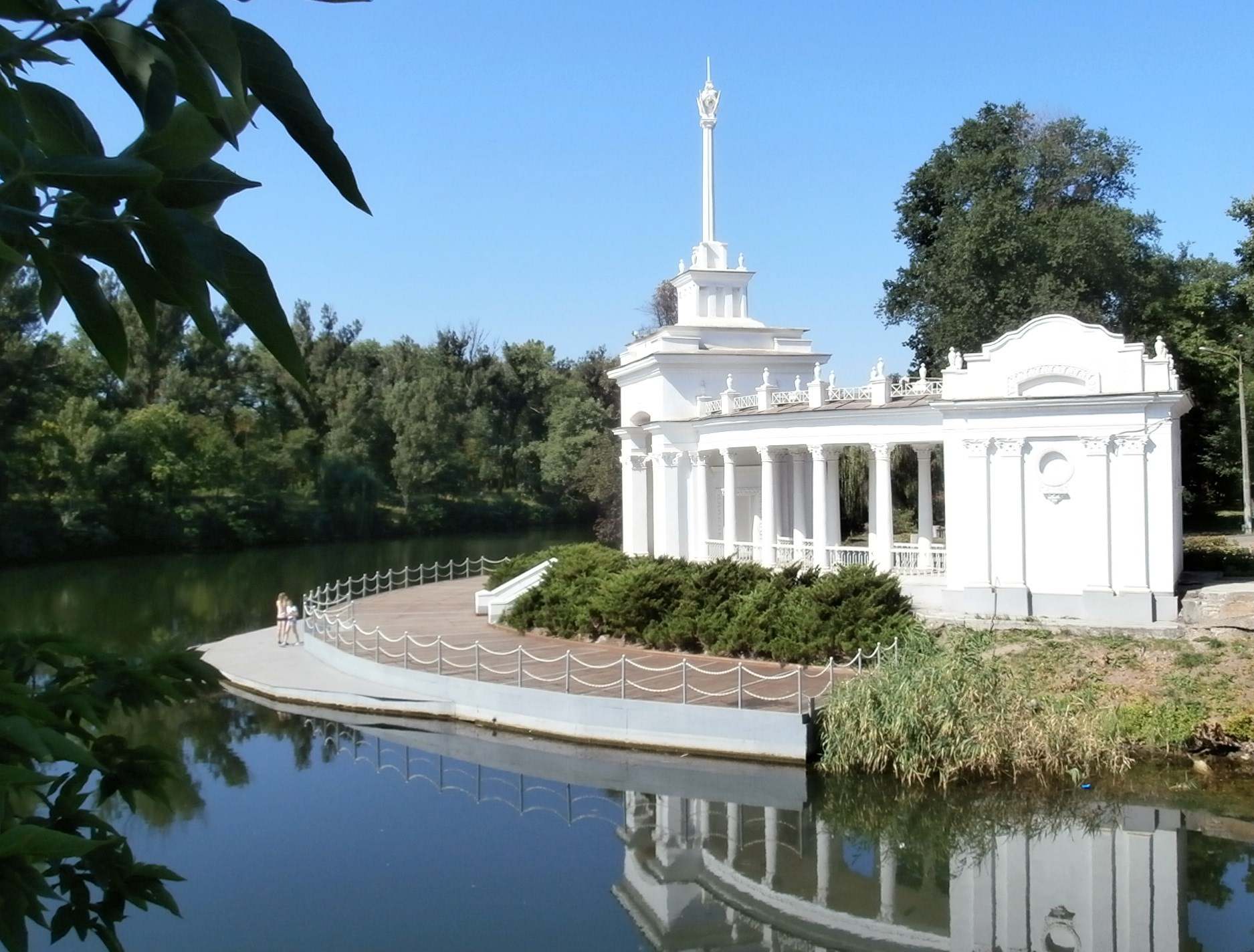
Слияние Саксагани и Ингульца, Кривой Рог. 2013.
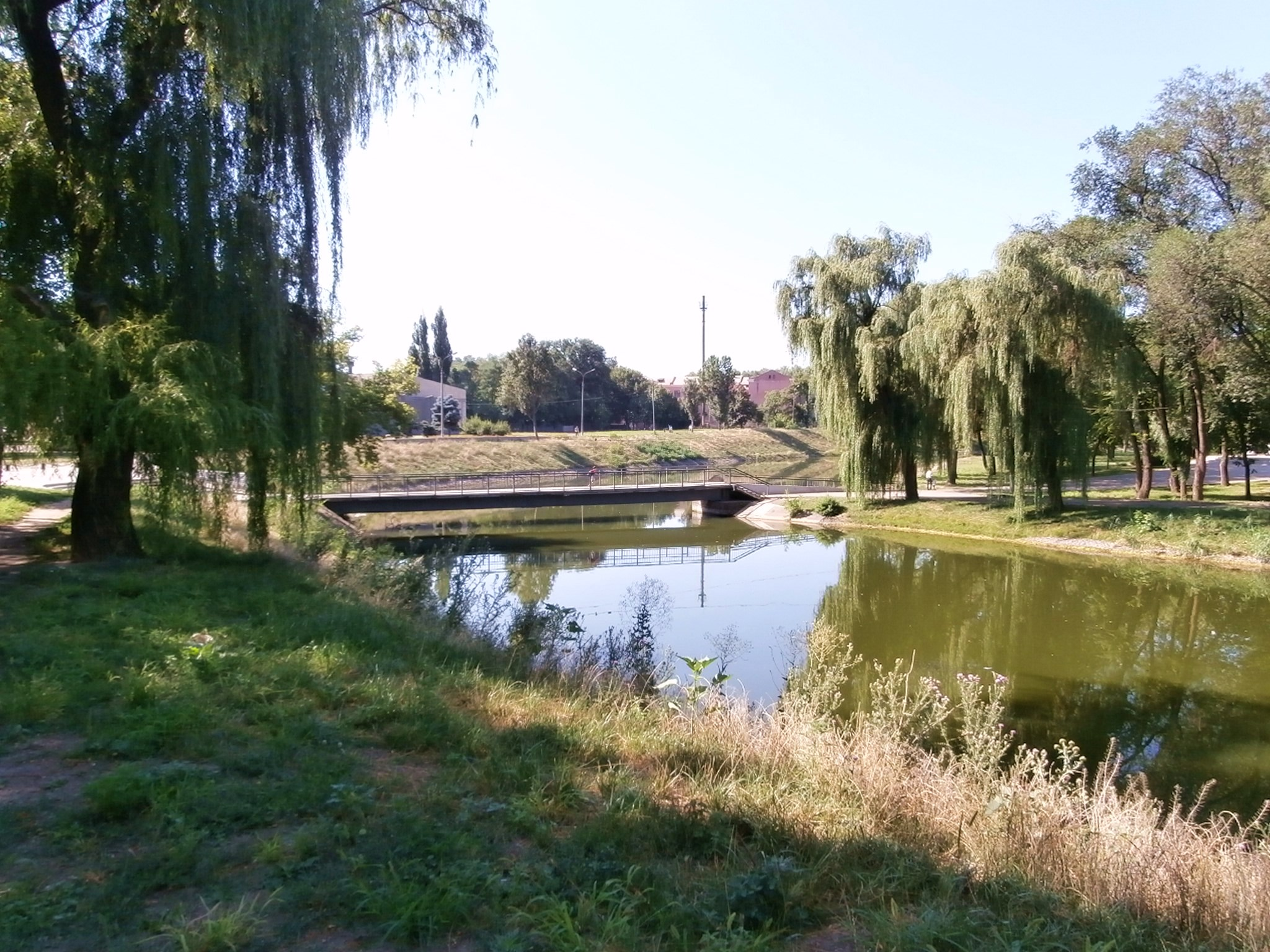
Саксагань в Центрально-Городском районе Кривого Рога. 2013.
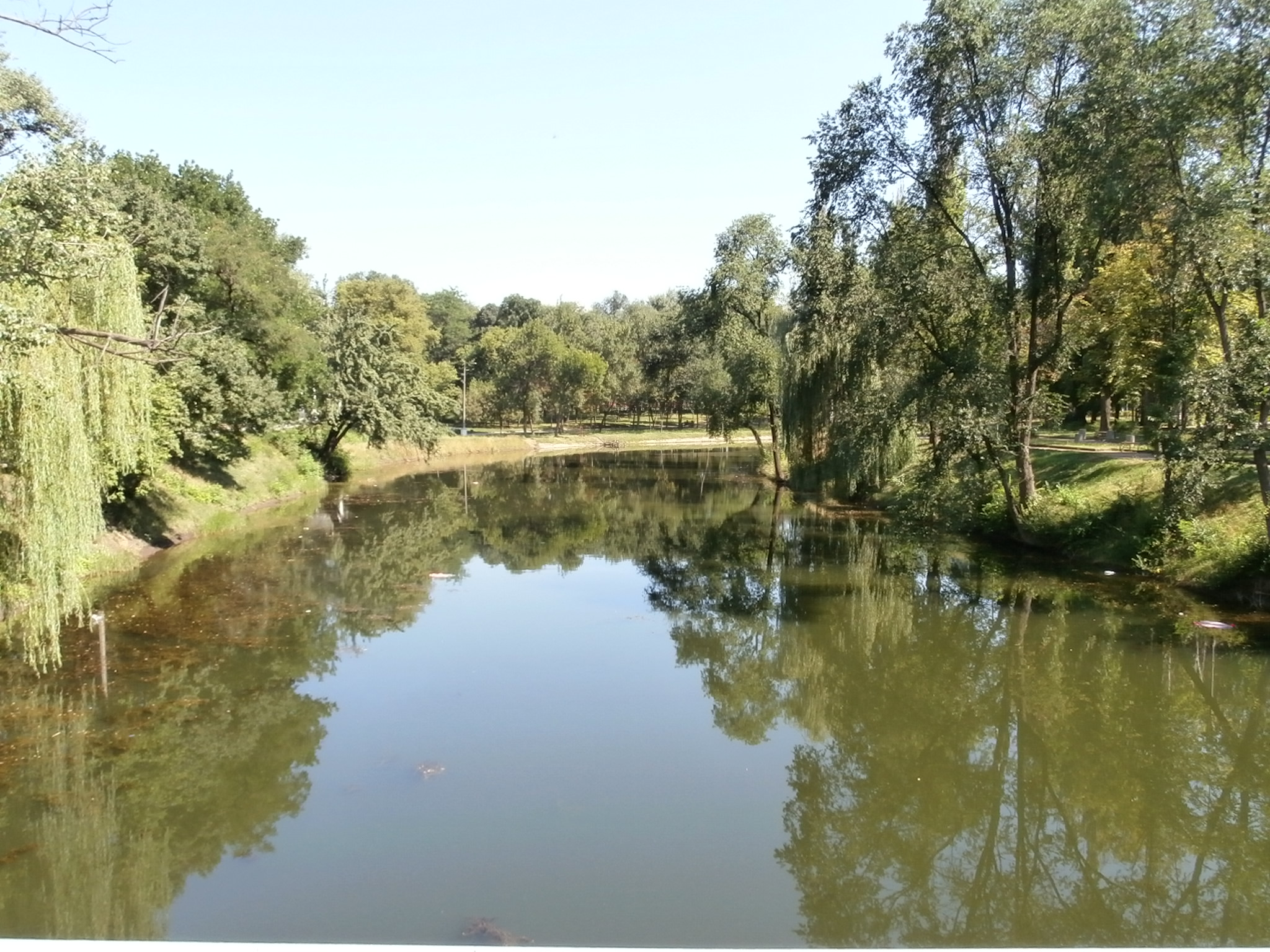
Саксагань в Центрально-Городском районе Кривого Рога. 2013.
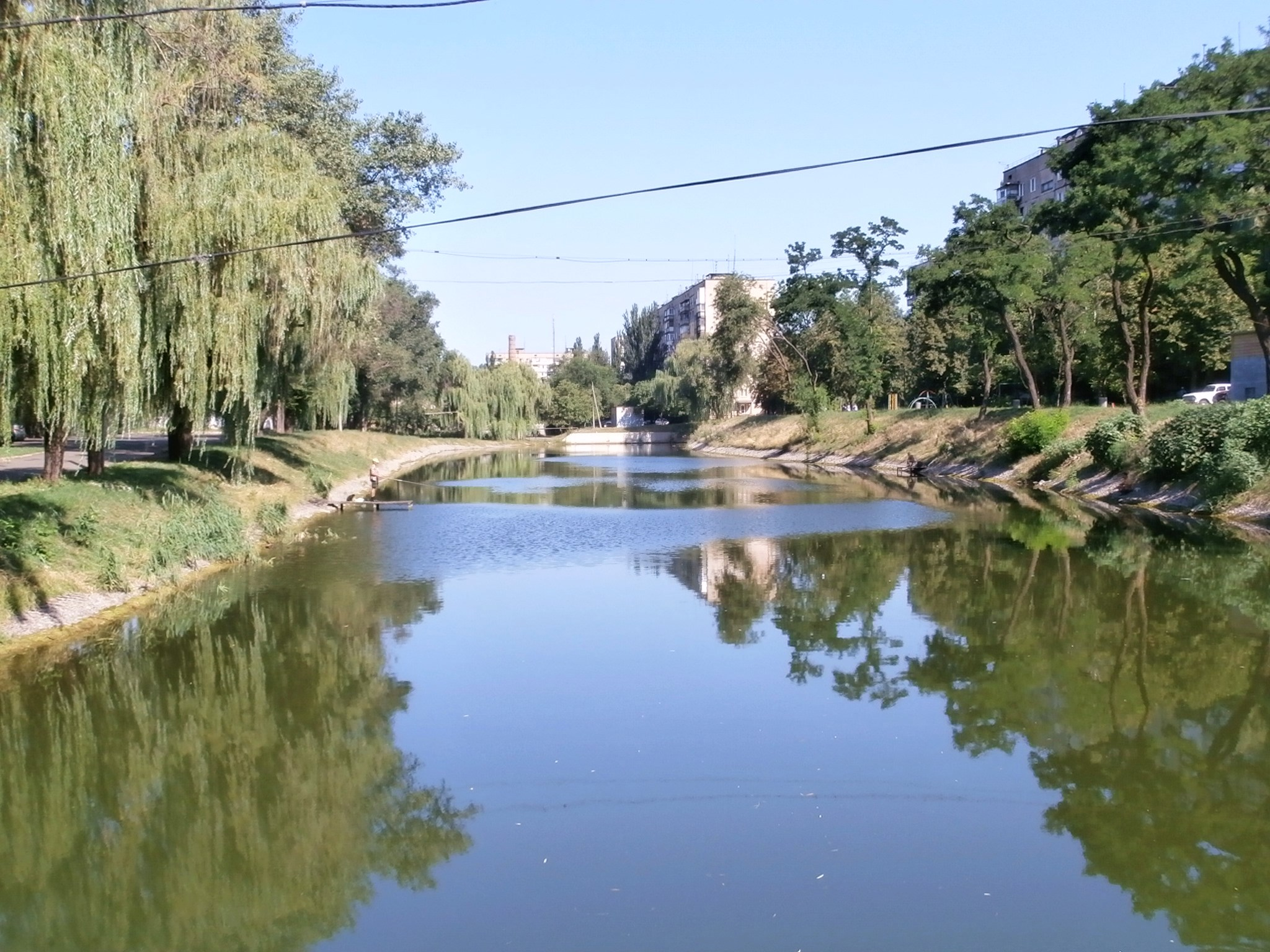
Саксагань в Центрально-Городском районе Кривого Рога. 2013.
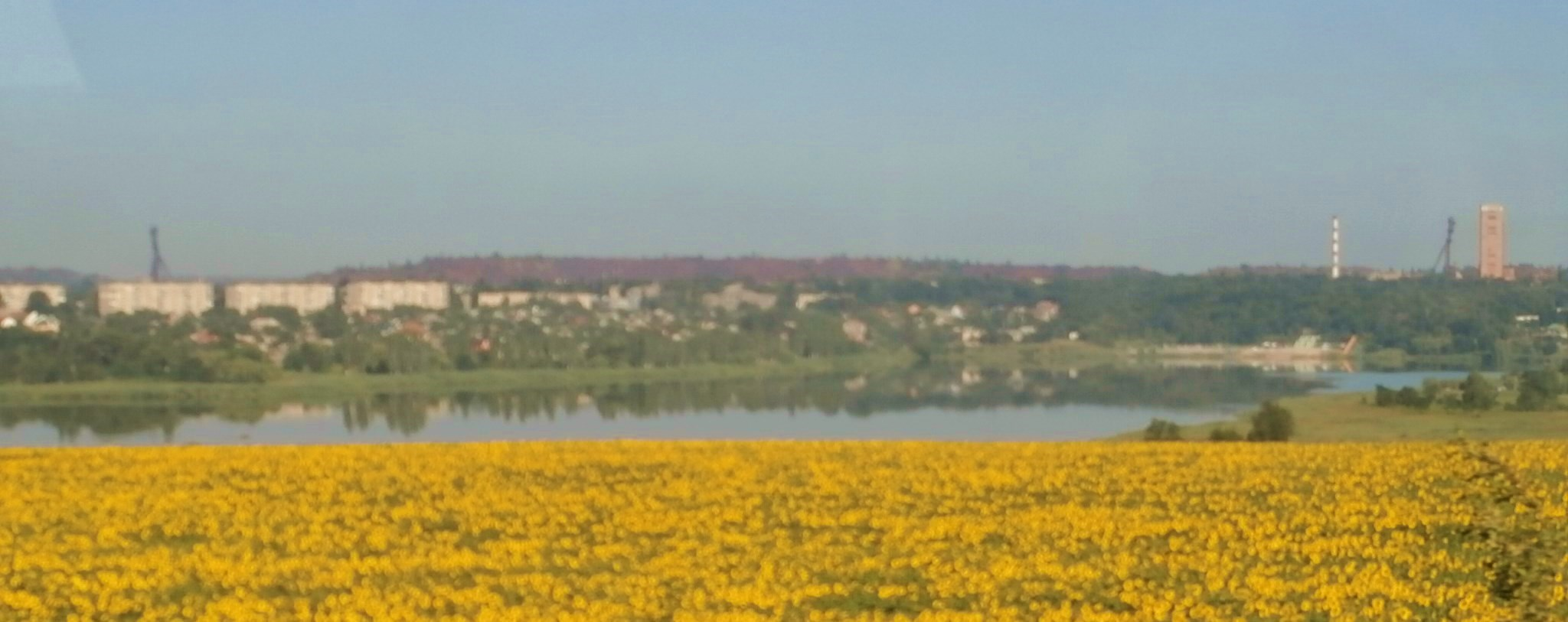
Саксагань в Покровском районе Кривого Рога. 2013.